# Donji Velemerić
Donji Velemerić – wieś w Chorwacji, w żupanii karlowackiej, w gminie Barilović. W 2011 roku liczyła 155 mieszkańców.